# Saint-Quentin-sur-Charente
Saint-Quentin-sur-Charente – miejscowość i gmina we Francji, w regionie Nowa Akwitania, w departamencie Charente.
Według danych na rok 1990 gminę zamieszkiwało 250 osób, a gęstość zaludnienia wynosiła 17 osób/km² (wśród 1467 gmin regionu Poitou-Charentes Saint-Quentin-sur-Charente plasuje się na 756. miejscu pod względem liczby ludności, natomiast pod względem powierzchni na miejscu 600.).